# Sphyraena picudilla
Sphyraena picudilla är en fiskart som beskrevs av Poey, 1860. Sphyraena picudilla ingår i släktet Sphyraena och familjen Sphyraenidae. Inga underarter finns listade i Catalogue of Life.